# Mimocalanus crassus
Mimocalanus crassus är en kräftdjursart som beskrevs av Mungo Park 1970. Mimocalanus crassus ingår i släktet Mimocalanus och familjen Spinocalanidae. Inga underarter finns listade i Catalogue of Life.